# Canyon Sainte-Anne
Canyon de Sainte Anne är en kanjon i Kanada. Den ligger i den sydöstra delen av landet, 400 km öster om huvudstaden Ottawa. Canyon de Sainte Anne ligger 2 meter över havet.
Terrängen runt Canyon de Sainte Anne är platt åt sydost, men åt nordväst är den kuperad. Havet är nära Canyon de Sainte Anne söderut. Trakten är glest befolkad. Närmaste större samhälle är Château-Richer, 14,3 km sydväst om Canyon de Sainte Anne.
Omgivningarna runt Canyon de Sainte Anne är en mosaik av jordbruksmark och naturlig växtlighet.